# Stanisław Wiącek
Stanisław Wiącek (ur. 22 sierpnia 1925 w Kłodnie Wielkim, powiat żółkiewski, zm. 5 sierpnia 1982 w Poznaniu) – pułkownik pilot Sił Zbrojnych Polskiej Rzeczypospolitej Ludowej.

## Życiorys
W 1941 ukończył szkołę powszechną we Lwowie, następnie pracował jako traktorzysta oraz jako praktykant rolny. W listopadzie 1944 rozpoczął służbę w ludowym Wojsku Polskim, w szeregach 9 Zapasowego Pułku Piechoty. W grudniu 1944 został skierowany do Wyższej Szkoły Lotniczej WP, gdzie ukończył szkolenie pilotażu w czerwcu 1945 roku. Po promocji na stopień chorążego został skierowany na kurs doskonalący do 15 Zapasowym Pułku Lotniczym, który ukończył w listopadzie 1945. 
W listopadzie 1945 rozpoczął służbę w 1 Pułku Lotnictwa Myśliwskiego, który początkowo stacjonował w Modlinie, a od 1948 roku w  Warszawie. W pułku tym był kolejno: dowódcą klucza lotniczego (1947-1948), obserwatorem eskadry (czerwiec-sierpień 1948), zastępcą dowódcy eskadry do spraw pilotażu (1948-1949), dowódcą eskadry (1949-1950), pomocnikiem dowódcy pułku do spraw pilotażu (1950-1951). W okresie służby w 1 pułku przeszkolił się na samoloty odrzutowe.
Był jednym z pierwszych Polaków, którzy obejmowali dowódcze stanowiska w powojennym lotnictwie wojskowym. Od sierpnia 1951 do września 1953 był pierwszym dowódcą 13 Pułku Lotnictwa Myśliwskiego w Warszawie. Następnie był pomocnikiem do spraw pilotażu dowódcy 9 Dywizji Lotnictwa Myśliwskiego w Malborku (1953-1954), a od lutego 1954 do sierpnia 1955 dowódcą 9 Dywizji Lotnictwa Myśliwskiego. Był pilotem wojskowym pierwszej klasy.
W okresie od sierpnia 1955 do października 1956 przebywał na Wyższym Akademickim Kursie w Wojskowej Akademii Lotniczej w Monino w ZSRR. Po powrocie do kraju objął stanowisko zastępcy dowódcy 3 Korpusu Lotnictwa Mieszanego w Poznaniu (1956-1957). Następnie pełnił kolejno stanowiska:
- sierpień - październik 1957 - zastępca dowódcy Lotnictwa Operacyjnego do spraw szkolenia bojowego
- październik 1957 - marzec 1959 - zastępca dowódcy Lotnictwa Operacyjnego do spraw obrony przeciwlotniczej
- marzec 1959 - sierpień 1961 - ponownie zastępca dowódcy Lotnictwa Operacyjnego do spraw szkolenia bojowego
- sierpień - wrzesień 1961 - dyspozycja szefa Departamentu Kadr MON
- wrzesień 1961 - lipiec 1962 - ponownie zastępca dowódcy Lotnictwa Operacyjnego do spraw szkolenia bojowego
- lipiec 1962 - lipiec 1963 - zastępca dowódcy Lotnictwa Operacyjnego do spraw liniowych
- lipiec - wrzesień 1963 - dyspozycja szefa Departamentu Kadr MON
- wrzesień 1963 - lipiec 1963 - studia w Wojskowej Akademii Sztabu Generalnego Sił Zbrojnych ZSRR im. Klimenta Woroszyłowa w Moskwie
- lipiec 1965 - styczeń 1966 - pomocnik dowódcy Lotnictwa Operacyjnego do spraw obrony przeciwlotniczej
- styczeń 1966 - grudzień 1967 - dyspozycja szefa Departamentu Kadr MON
- grudzień 1967 - kwiecień 1972 - pomocnik dowódcy Wojsk Lotniczych do spraw obrony przeciwlotniczej

W kwietniu 1972 odszedł do rezerwy ze względu na stan zdrowia. Mieszkał w Poznaniu. Pochowany na Cmentarzu Junikowo.

## Odznaczenia
- Order Sztandaru Pracy II klasy (1951)
- Krzyż Oficerski Orderu Odrodzenia Polski (1963)
- Srebrny Krzyż Zasługi (1949)
- Pamiątkowa odznaka XX-lecia Oficerskiej Szkoły Lotniczej (1965)
- inne medale resortowe i odznaki jubileuszowe

## Źródła
- Józef Zieliński, Dowódcy Pułków Lotnictwa Polskiego 1921-2012, Wydawnictwo Bellona, Warszawa 2015, str. 372-373